# 塔斯利納湖
63°51′N 117°44′W / 63.850°N 117.733°W

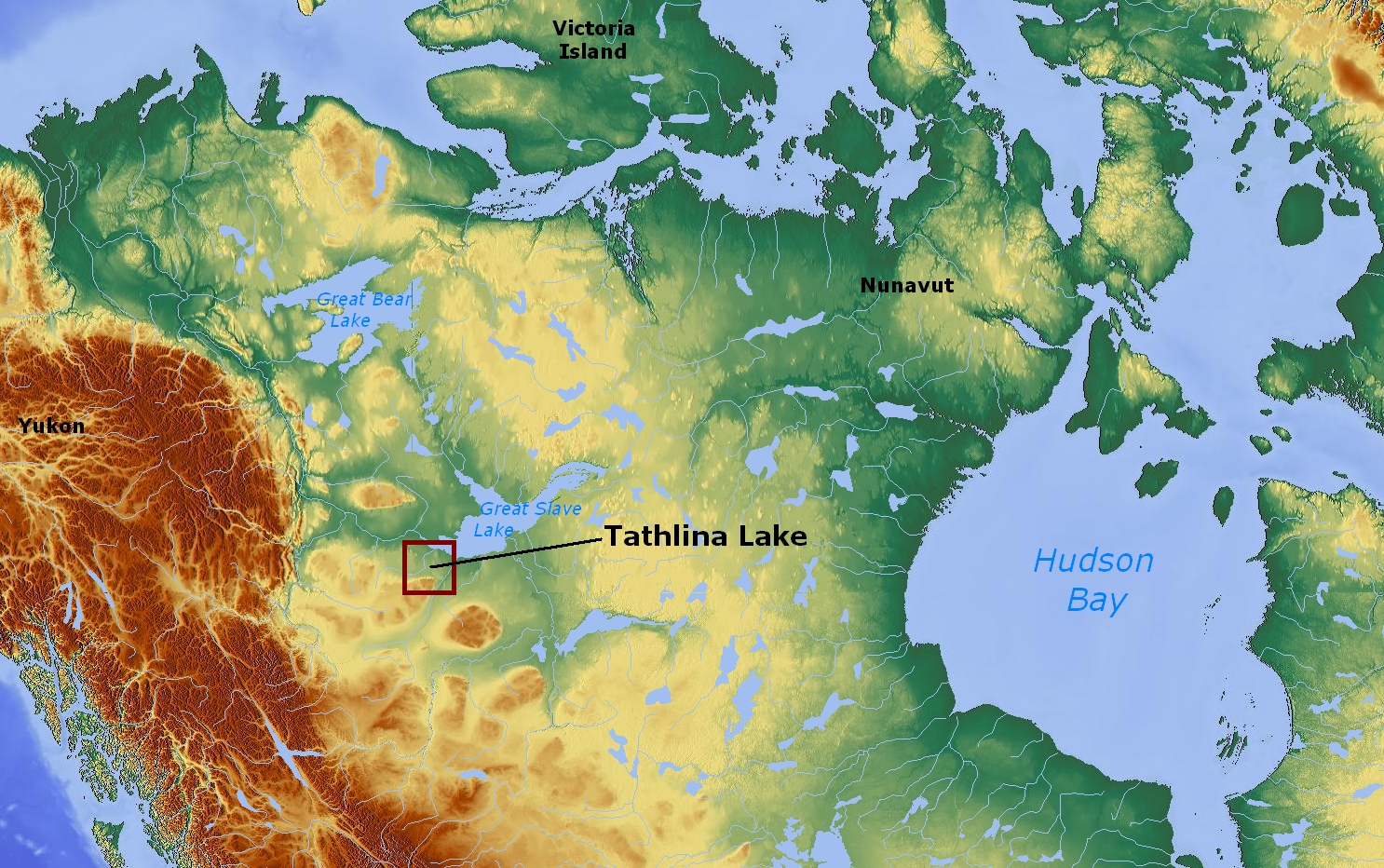

塔斯利納湖是加拿大的湖泊，位於該國西部，距離大奴湖60公里，由西北地區負責管轄，面積573平方公里，是該地區第十五大湖泊，海拔高度269米，平均水深1米。